# Gervasius en Protasius

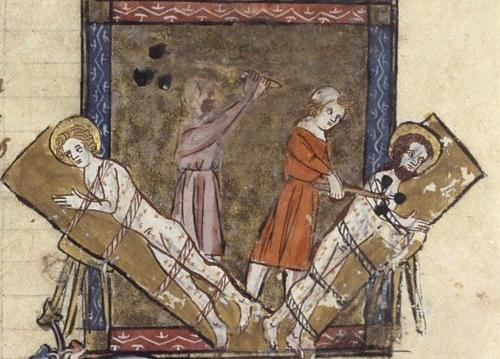
Het martelaarschap van Sint Gervasius en Protasius, uit een 14e-eeuws handschrift.

Gervasius en Protasius zijn twee christelijke martelaren, waarschijnlijk uit de 2e eeuw. Ze worden door de Katholieke Kerk en de Oosters-orthodoxe Kerk als heiligen vereerd.
Gervasius en Protasius zijn de beschermheiligen van Milaan, van de Duitse stad Breisach am Rhein en van de hooiers. Ze worden aangeroepen voor de opsporing van dieven. Hun feestdag in de Latijnse ritus is 19 juni, het translatiefeest van hun relikwieën. In de Oosterse riten is hun feestdag op 14 oktober (O.S.)/24 oktober (N.S.), hun traditionele sterfdag. 
De attributen van Gervasius en Protasius zijn de gesel, de knots, en het zwaard.